# Shakespeare and Company
Shakespeare and Company (traduzido do inglês: "Shakespeare e Companhia") é o nome de duas livrarias da zona sul da cidade de Paris, na França. A primeira foi aberta por Sylvia Beach em 19 de novembro de 1919 no número 8 da rua Dupuytren e se mudou em 1922 para o número 12 da rua do Odeão. Durante a década de 1920, se tornou um ponto de encontro para escritores como Ezra Pound, Ernest Hemingway, James Joyce e Ford Madox Ford. Fechou em 1941 devido à ocupação nazista da França e nunca reabriu. A segunda livraria com esse nome se localiza no número 37 da rua da Bûcherie, tendo sido aberta em 1951 por George Whitman com o nome de Le Mistral. Em 1964, a livraria foi renomeada Shakespeare and Company em homenagem à livraria original de Sylvia Beach. Hoje, funciona como livraria, sebo (alfarrabista) e biblioteca de leitura, sendo especializada em literatura de língua inglesa. É uma popular atração turística. Foi retratada nos filmes Before Sunset e Midnight in Paris.

## A livraria de Sylvia Beach

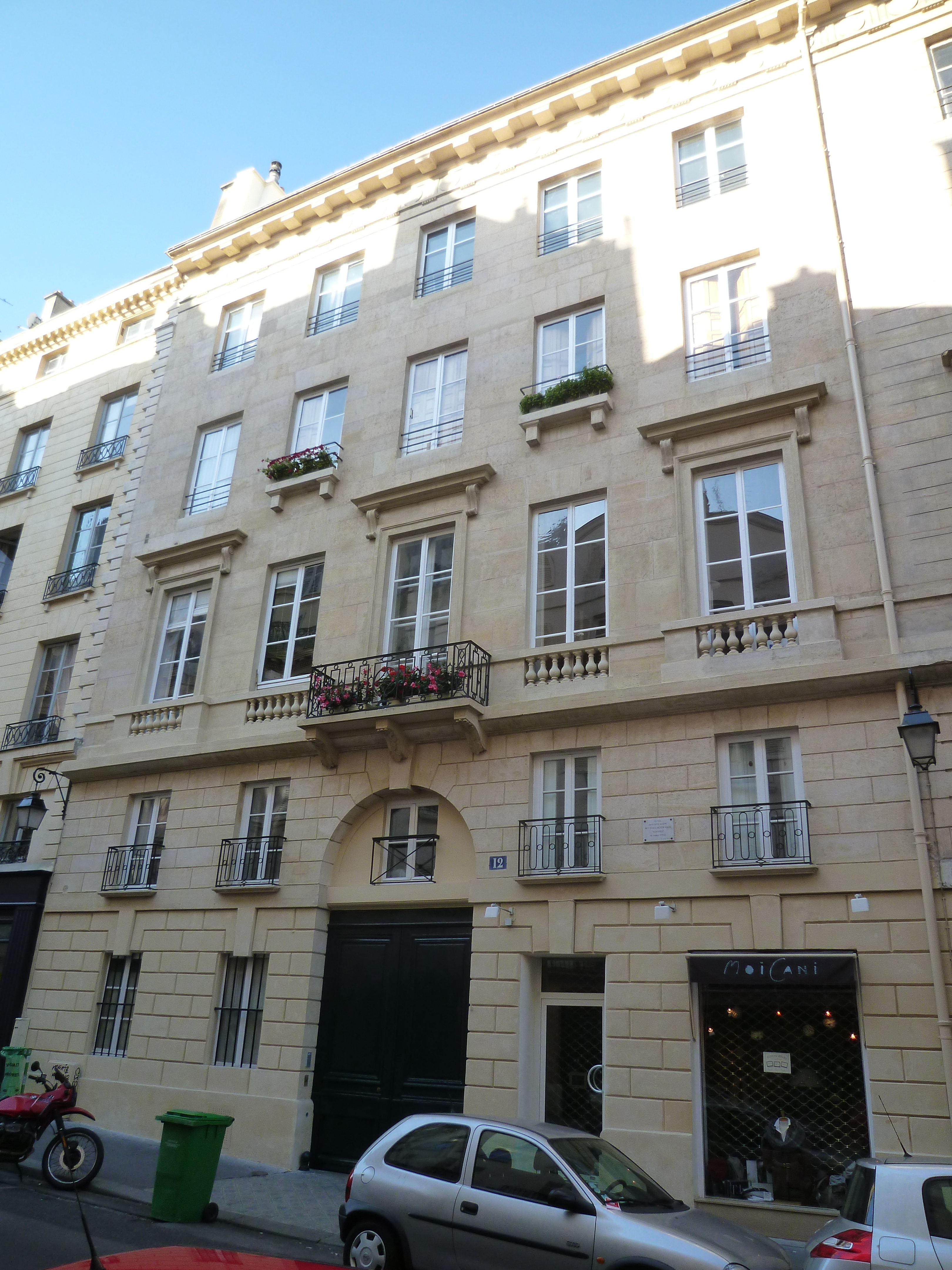
O prédio no número 12 da rua do Odeão onde funcionou a livraria Shakespeare and Company

Sylvia Beach, uma estadunidense de Nova Jérsia, abriu a primeira Shakespeare and Company no número 8 da rua Dupuytren em 1919. A loja funcionava como biblioteca de emprestar livros e como livraria. Em 1921, a loja se mudou para um endereço maior no número 12 da rua do Odeão, onde permaneceu até 1941. Durante esse período, a loja foi o centro da cultura literária anglo-estadunidense e do modernismo na cidade. Escritores e artistas da Geração Perdida como Ernest Hemingway, Ezra Pound, F. Scott Fitzgerald, Gertrude Stein, George Antheil e Man Ray passavam muito tempo na loja. James Joyce, que a utilizava como escritório, a apelidou de "Stratford-on-Odéon" numa referência à cidade natal do escritor William Shakespeare, Stratford-upon-Avon. Seus livros eram considerados de alta qualidade e refletiam o gosto pessoal de Sylvia Beach.
A loja e seus frequentadores foram retratados no livro A Moveable Feast, de Hemingway. Clientes da livraria podiam comprar ou emprestar livros como Lady Chatterley's Lover, de D. H. Lawrence, que havia sido banido das ilhas Britânicas e dos Estados Unidos. Em 1922, Sylvia publicou o livro Ulisses, de James Joyce, que também havia sido banido das Ilhas Britânicas e dos Estados Unidos. Edições posteriores do livro também foram publicados pela livraria. Sylvia também encorajou a publicação do primeiro livro de Heminguay, "Três histórias e dez poemas" (1923), e vendeu vários exemplares do livro. Várias personalidades fizeram raras aparições na livraria ministrando palestras: Paul Valery, Andre Gide e T.S. Eliot.  Hemingway quebrou sua regra de não falar em público, quando Stephen Spender concordou em ministrar a palestra junto com ele. A loja fechou em dezembro de 1941 durante a ocupação nazista da França. Foi sugerido que a ordem de fechamento teria sido devido à recusa de Sylvia em fornecer o último exemplar de Finnegans Wake para um oficial alemão. Quando a Segunda Guerra Mundial terminou, Ernest Hemingway "pessoalmente liberou" a livraria, mas ela nunca reabriu.

## A livraria de George Whitman

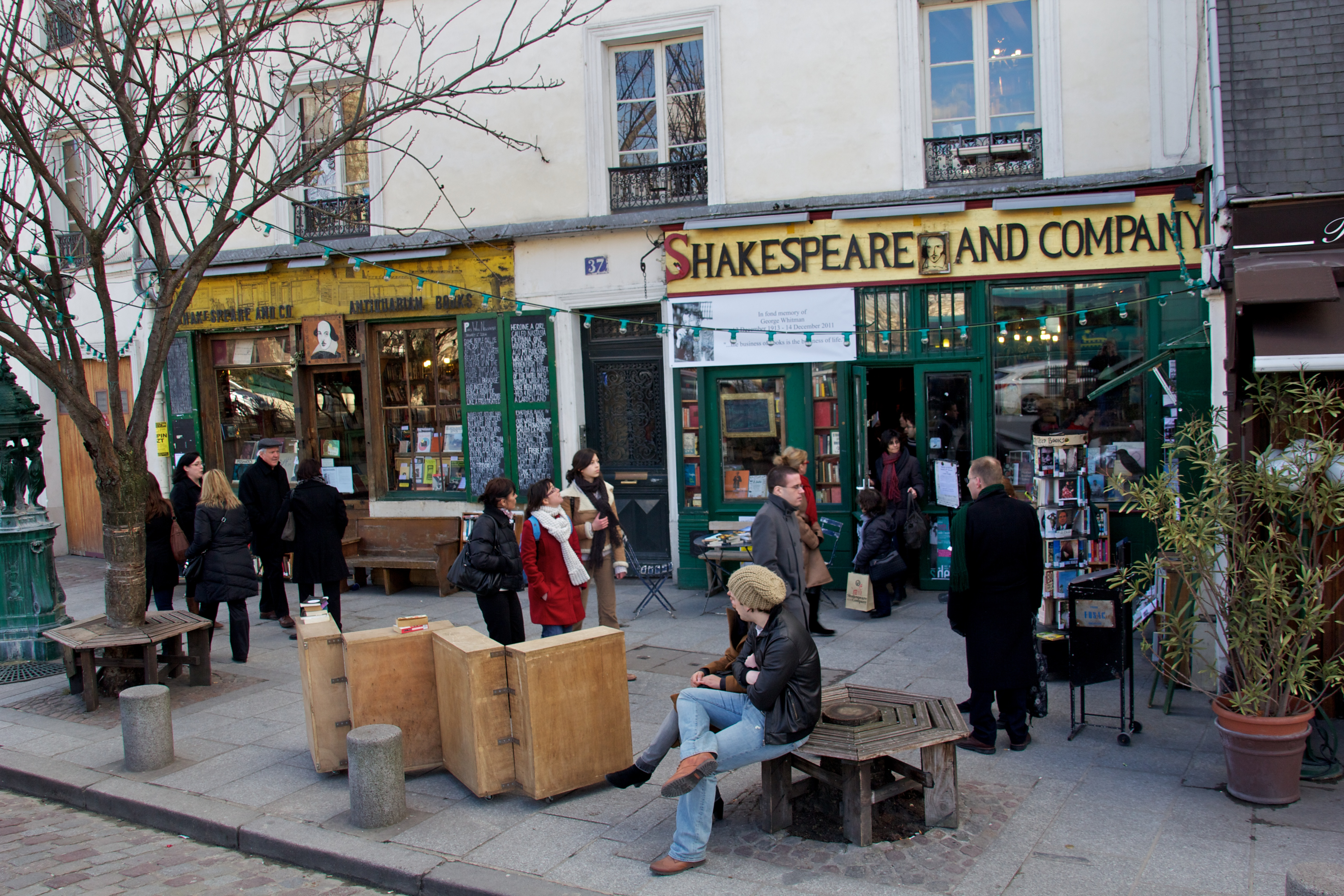
A atual livraria Shakespeare and Company no número 37 da rua da Bûcherie

Em 1951, outra livraria de língua inglesa abriu na Rive Gauche: desta vez, pelo ex-militar George Whitman. Era a Le Mistral, que funcionava num antigo mosteiro do século 16, no número 37 da rua da Bûcherie, próximo à praça São Miguel, a alguns passos do rio Sena, da catedral de Notre-Dame de Paris e da Île de la Cité. Como a loja de Sylvia, a loja de George se tornou o ponto focal da cultura literária da Paris boêmia e foi frequentada por escritores da Geração Beat como Allen Ginsberg, Gregory Corso e William S. Burroughs, de quem se diz que pesquisou seções de Naked Lunch na seção de medicina da livraria. Outros frequentadores foram James Baldwin (escritor), Anaïs Nin, Julio Cortázar, Richard Wright (escritor), Lawrence Durrell, Max Ernst, Bertolt Brecht, William Saroyan, Terry Southern e editores da Revista de Paris, como George Plimpton, Peter Matthiessen e Robert Silvers. George modelou sua loja segundo a de Sylvia. Em 1958, enquanto jantava com George numa festa para James Jones (escritor), o qual havia acabado de chegar em Paris, Sylvia anunciou publicamente que estava dando o nome de sua loja para George.
Em 1964, após a morte de Sylvia e no quadricentésimo aniversário de Shakespeare, George mudou o nome da livraria para Shakespeare and Company em homenagem à livraria de Sylvia, descrevendo o nome como "uma novela em três palavras". Ele chamou o empreendimento de "uma aventura socialista disfarçada de livraria". Henry Miller a chamava de "um País das Maravilhas de livros". A loja tem camas dobráveis em meio às prateleiras de livros, onde escritores aspirantes são convidados a dormir de graça em troca de ajuda no funcionamento da livraria, concordando ainda em ler um livro por dia e escrever uma autobiografia de uma página para os arquivos da loja. Esses convidados são chamados de "plantas voadoras", em referência às plantas que "são sopradas para lá e para cá aos ventos do acaso", como dizia Whitman. Estima-se que 30 000 pessoas já permaneceram na loja desde que ela abriu em 1951.
Várias publicações literárias tiveram seu endereço editorial na livraria, incluindo o jornal vanguardista Merlin, que tem o mérito de ter descoberto Samuel Beckett, pois foi o primeiro a publicá-lo em inglês. Entre os editores do jornal, estavam Richard Seaver, Christopher Logue e Alexander Trocchi. Jane Lougee era a editora. De 1959 a 1964, Jean Fanchette publicou "Duas Cidades" a partir da loja. Os patronos da loja incluíram Anaïs Nin e Lawrence Durrell. Ela publicou, entre outros, Ted Hughes e Octavio Paz. De 1978 a 1981, no andar superior da livraria, um grupo de estadunidenses e canadenses produziu o Paris Voices, um jornal literário. O jornal publicou jovens escritores como o poeta galês Tony Curtis e o autor teatral e novelista irlandês Sebastian Barry. O editor-em-chefe era Kenneth R. Timmerman, e a equipe editorial incluía o canadense Antanas Sileika. Outras publicações sediadas na livraria foram a revista Frank, editada por David Applefield com contribuições de escritores como Mavis Gallant e John Berger, e a "Revista de Paris" de Whitman (ou a "Revista de Paris do Homem Pobre", como ele a chamava), com contribuições de Lawrence Ferlinghetti, Jean-Paul Sartre, Marguerite Duras, Pablo Neruda e - numa edição mais recente - Luc Sante, Michel Houellebecq e Rivka Galchen. A primeira edição estreou em 1967, a mais recente em 2010.
Em 2006, George Whitman foi condecorado pela Ordem das Artes e Letras, uma das maiores honras da cultura francesa. Ele morreu com a idade de 98 anos em 14 de dezembro de 2011 em seu apartamento acima da livraria.
Em 2003, a filha de George, Sylvia Beach Whitman (o nome era uma homenagem a Sylvia Beach), passou a trabalhar com o pai. Atualmente, ela administra a livraria junto com seu parceiro, David Delannet, na mesma maneira que seu pai fazia. São atividades regulares na livraria: festa do chá dominical, oficinas de escritores e eventos semanais que incluíram escritores como Dave Eggers, A. M. Homes, Jonathan Safran Foer e Naomi Klein.
Em 2003, Sylvia fundou o FestivalandCo, um festival literário bienal celebrado na praça René-Viviani, ao lado da livraria. Foram participantes: Paul Auster, Siri Hustvedt, Jeanette Winterson, Jung Chang e Marjane Satrapi.
Em 2010, a livraria lançou o Prêmio Literário de Paris para novelas não publicadas, com um prêmio máximo de 10 000 euros fornecido pela fundação De Groot. A ganhadora da primeira edição foi Rosa Rankin-Gee, cuja obra "Os últimos reis de Sark" foi publicada posteriormente pela editora Virago. O vencedor do segundo prêmio foi C. E. Smith; sua obra "Corpo elétrico" foi copublicada pela livraria e pela Revista Branca.
Em parceria com a Bob's Bake Shop, a livraria abriu um café em 2015, localizado ao lado da livraria. O café serve, principalmente, comida vegetariana.
Em 2016, a livraria publicou sua própria história num livro intitulado "Shakespeare e companhia: uma história da loja de trapos e ossos do coração", editado por Krista Halverson com um prefácio de Jeanette Winterson e um epílogo de Sylvia Whitman. Outros contribuintes para o livro foram Ethan Hawke, Lawrence Ferlinghetti, Allen Ginsberg, Anaïs Nin, Robert Stone, Ian Rankin, Kate Tempest e Jim Morrison. O livro apresenta uma adaptação ilustrada das memórias de Sylvia Beach. Também apresenta uma seleção de cartas e diários de George Whitman durante suas "viagens vagabundas" durante a Grande Depressão. O carinho que George recebeu de estranhos em sua jornada inspirou o lema da livraria: "dê o que você pode; leve aquilo de que você necessita".
A livraria foi um refúgio para vinte frequentadores durante os Ataques de novembro de 2015 em Paris.
No final de outubro de 2020, a livraria informou que suas vendas haviam caído em oitenta por cento devido à Pandemia de COVID-19. Durante o primeiro lockdown na França, a livraria foi fechada por dois meses e não vendeu pela internet, seguindo o conselho do Sindicato da Livraria Francesa. O proprietário da livraria informou que a loja tem recebido muitas ofertas de ajuda, e que está vendendo pela internet.

## As livrarias em Nova Iorque
A cidade de Nova Iorque possui quatro livrarias Shakespeare and Company, que abriram em 1981 mas que não são afiliadas à livraria de Paris.

## Na mídia
- A livraria aparece nos filmes Before Sunset (2004), Julie & Julia (2009) e Midnight in Paris (2014).[22]
- A livraria e seu proprietário George Whitman são os temas do documentário "Retrato de uma livraria como um homem velho" (2003), dirigido por Benjamin Sutherl e Gonzague Pichelin.[23]
- A livraria aparece no drama "Triunfo nos céus 2", da Television Broadcasts Limited de Hong Kong.[24]
- A livraria aparece na terceira e quarta temporadas da série Highlander: The Series.
- Sylvia Beach e a livraria aparecem com destaque no livro "A mulher de São Germano" (2019), de J. R. Lonie, que se passa durante a Segunda Guerra Mundial, na França.
- O escritor Jorge Carrion mencionou a livraria em seu premiado ensaio "Livrarias".[25]
- Rishabh Chaddha entrevistou Sylvia Whitman em 15 de dezembro de 2020.[26]